# Antenna a settore

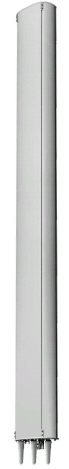
Tipica unità esterna di antenna a settore GSM

Un'antenna a settore è un tipo di antenna direzionale a microonde con un diagramma di radiazione a forma di settore.
La parola "settore" è usata in senso geometrico; una certa parte della circonferenza di un cerchio misurato in gradi d'arco. 60°, 90° e 120° sono i valori tipici, spesso con alcuni gradi 'extra' per garantire la sovrapposizione e montate in multipli quando è necessaria una copertura più ampia o dell'intero cerchio (vedi foto sotto). Il loro maggiore uso è come antenne per le stazioni radio base (BTS) dei telefoni cellulari. Inoltre sono usate anche per altri tipi di comunicazioni mobili, per esempio nelle reti WiFi. Vengono utilizzate per distanze a portata limitata da circa 5 a 10 km.

## Progettazione
Un'antenna a settore tipico è rappresentato nella figura a destra. In fondo, ci sono i connettori RF per il cavo coassiale (linea di alimentazione), e i meccanismi di regolazione. Per la sua collocazione all'aperto, lo schermo riflettore principale è prodotto in alluminio e tutte le parti interne sono alloggiate in una custodia in vetroresina radome per mantenere il suo funzionamento stabile indipendentemente dalle condizioni atmosferiche.
La messa a terra è molto importante per l'antenna esterna in modo che tutte le parti metalliche siano a terra in CC.
La forma lunga e stretta dell'antenna dà un diagramma di radiazione a forma di ventaglio, largo in direzione orizzontale e relativamente stretto in direzione verticale. Secondo il diagramma di radiazione raffigurato, le antenne tipiche nella stazione radio base, utilizzate con tre settori, hanno 66° di apertura del fascio orizzontale. Ciò significa che il guadagno massimo è raggiunto a 0° e il suo valore è leggermente più basso in direzione ±33°. In direzione ±60°, è consigliabile per essere un bordo di un settore e guadagno dell'antenna è trascurabile lì.

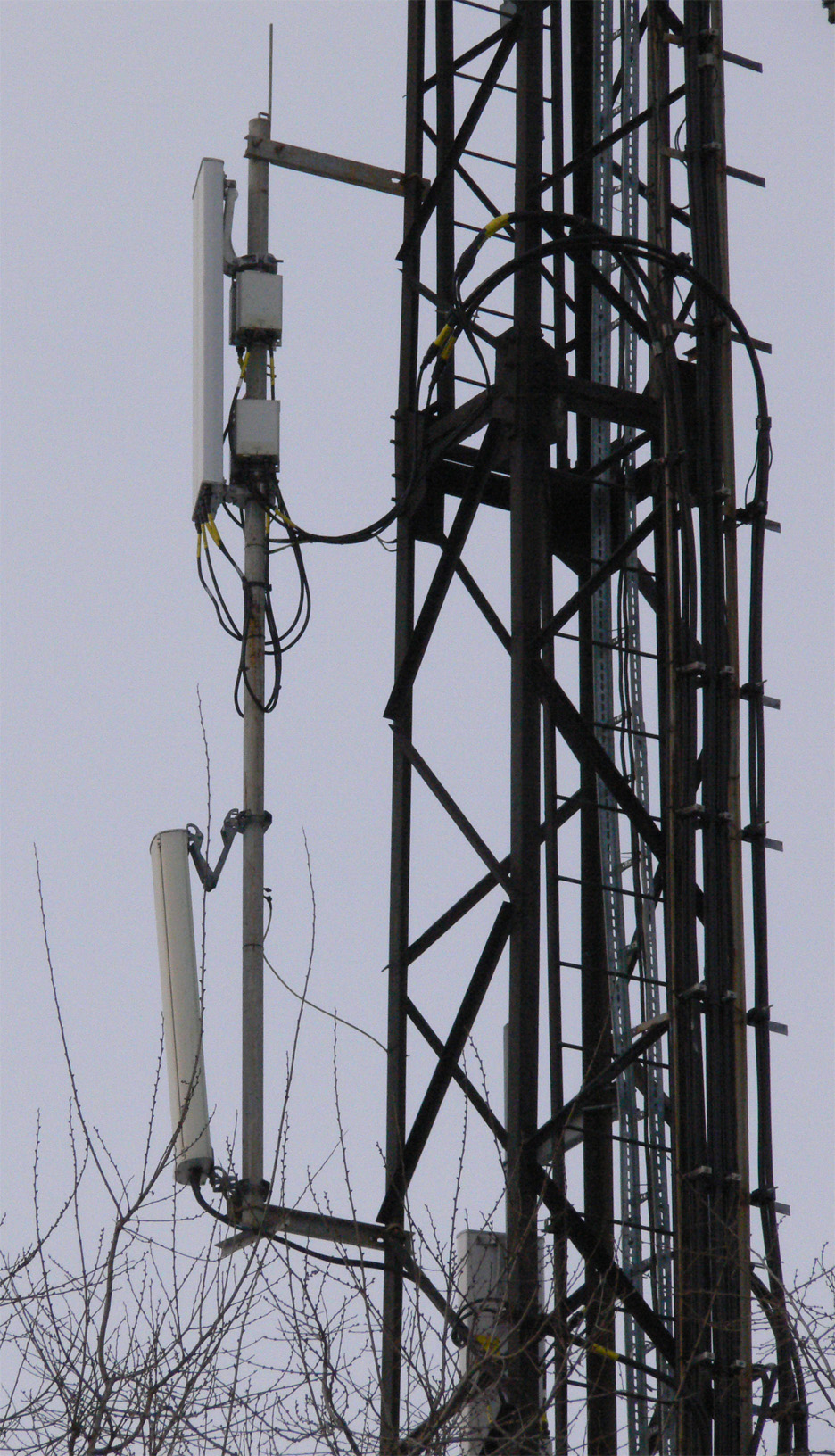
Antenna con sotto un sistema di downtilt manuale.

L'apertura del fascio verticale non è maggiore di 15°, il che significa 7,5° in ogni direzione. A differenza delle antenne per le stazioni radio commerciali - AM, FM e televisione, ad esempio - che devono raggiungere una linea di vista di molti chilometri, c'è di solito un'inclinazione verso il basso del fascio o downtilt in modo che la stazione base possa coprire più efficacemente le sue immediate vicinanze e non causare interferenze a celle lontane.
L'area di copertura, che è uguale al quadrato della proiezione del settore per la terra, può essere regolata cambiando elettricamente o meccanicamente il downtilt. L'Inclinazione elettrica viene regolata utilizzando una speciale unità di controllo che di solito è integrata nel case dell'antenna, anche se diversi dispositivi di controllo remoto sono largamente prodotti. L'inclinazione meccanica è regolata manualmente usando un fissaggio dell'antenna.

## Uso

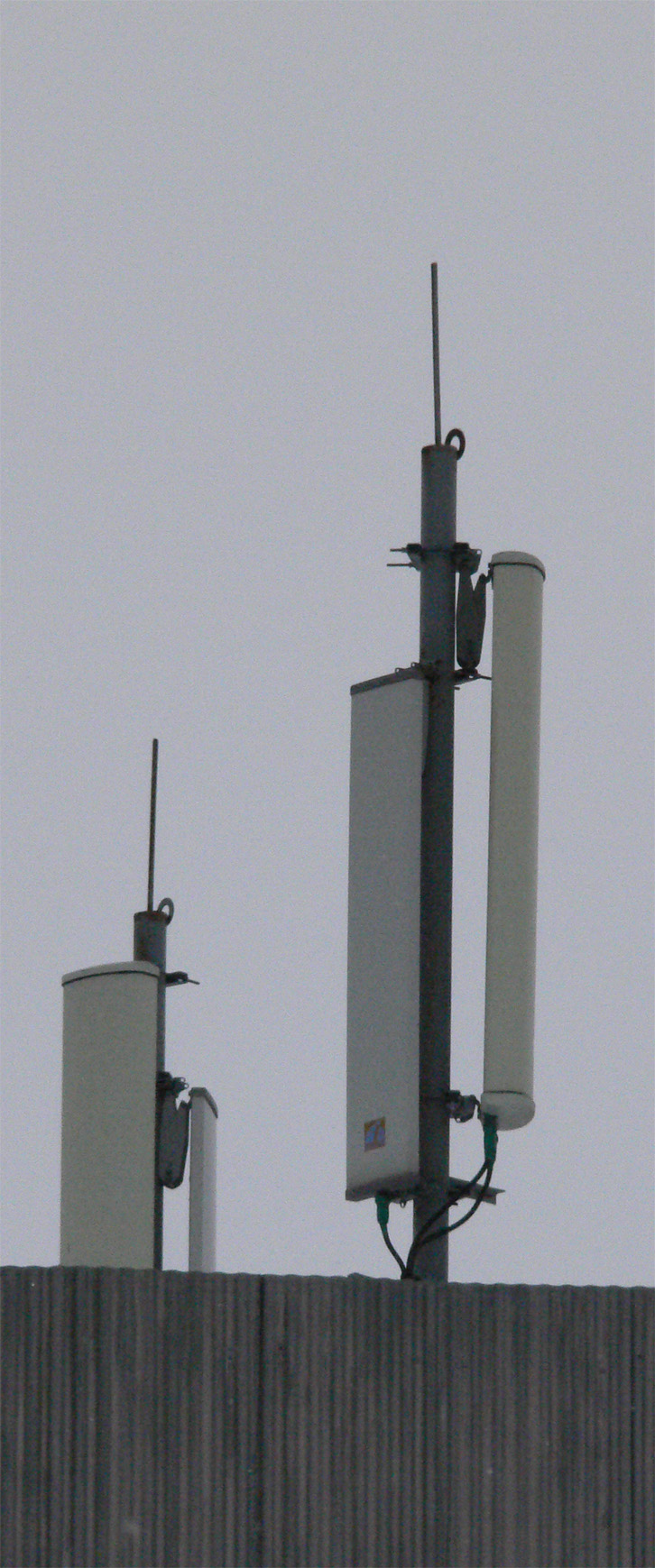
Antenna a settore installata su palo di piccole dimensioni.

Per aumentare o ampliare l'area di copertura, e quindi il numero di clienti serviti, diverse antenne settoriali sono installate sulla stessa struttura di sostegno, ad esempio, torre o palo.
Tale costruzione è spesso chiamata antenna settorizzata, anche se a volte per brevità viene meglio utilizzato "antenna settore". Ha parecchie antenne a settore angolarmente separate come indicato sulle figure a destra.
Una volta che l'impianto dell'antenna è collegato ad una struttura di supporto, deve essere posizionata. Il posizionamento significa non solo scegliere una direzione corretta o l'azimut, ma impostare anche un corretto downtilt. Limitando l'energia emessa ad un arco sub-circolare e ad una stretta copertura verticale, il design fa un uso efficiente delle apparecchiature di potenza relativamente a bassa emissione. Sebbene il range assoluto è limitato, questa configurazione consente una buona velocità di trasmissione dati (trasferimento di informazioni digitali misurata in bit/secondo, a volte dato come totale meno la correzione degli errori di sovraccarico), ed una buona consistenza del segnale all'interno dell'area di copertura.
Prima del posizionamento, la messa a terra e le protezioni contro i fulmini sono obbligatori. Come si vede nelle immagini, tutte le strutture di supporto sono dotate di un parafulmine.
Una strategia ben scelta nella regolazione dell'inclinazione verso il basso (downtilt) può abbassare l'interferenza complessiva della rete. Invece una strategia troppo aggressiva di downtilting comporterà una perdita complessiva di copertura a causa delle celle non sovrapposte. Il ribaltamento può essere usato per risolvere problemi specifici, per esempio problemi di interferenza locali o di celle che sono troppo grandi. Il ribaltamento elettrico riduce leggermente la larghezza del fascio.
Più un'antenna è verticale e meno è visibile il meccanismo di inclinazione - l'uso della pura inclinazione elettrica senza l'inclinazione meccanica è quindi una scelta interessante per motivi estetici che sono molto importanti per gli operatori che chiedono di essere accettati per installare le antenne in luoghi visibili.